# Ayot Saint Lawrence
Koordinaten: 51° 50′ N, 0° 16′ W

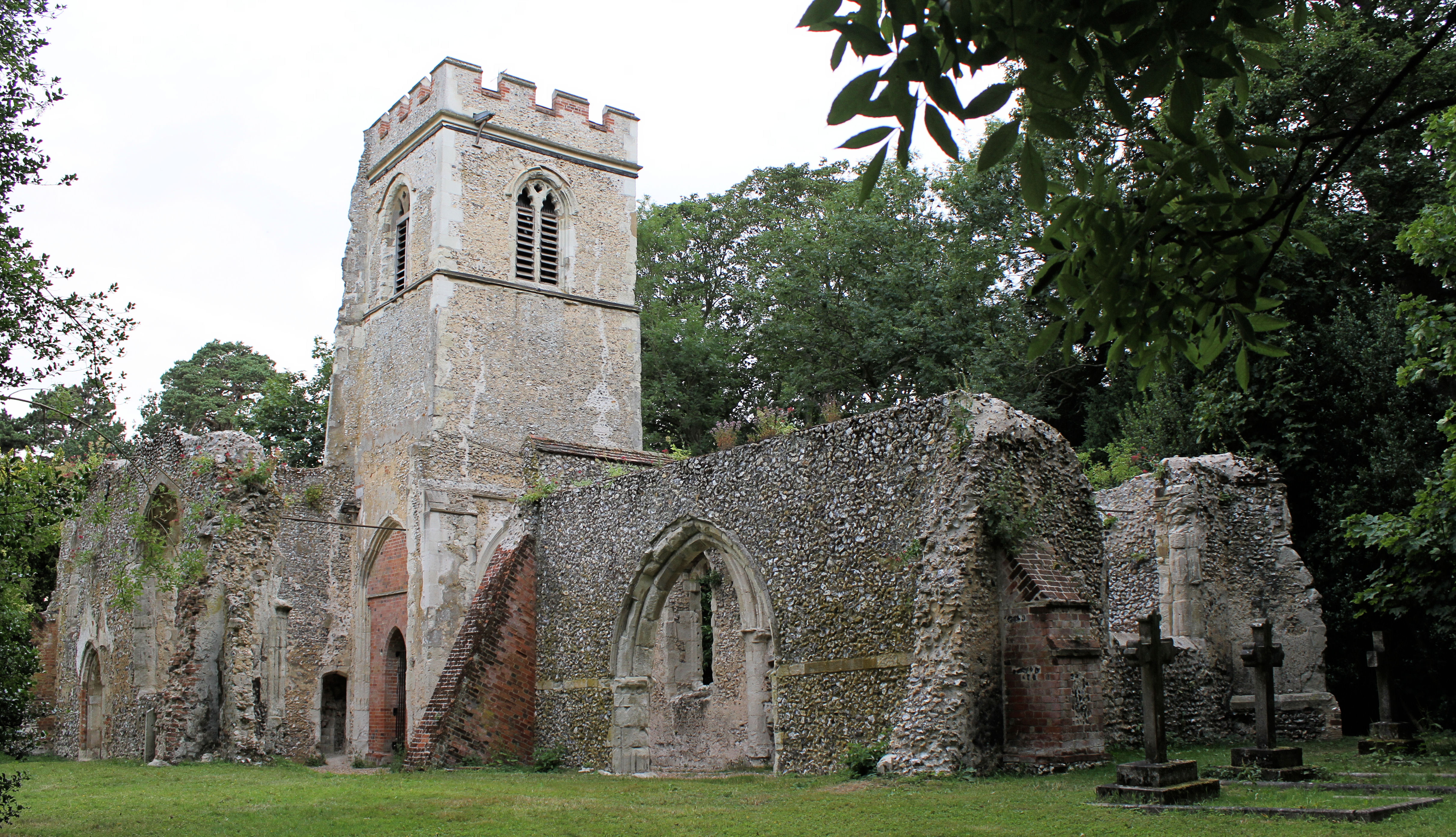
Alte Kirche von Ayot Saint Lawrence

Ayot Saint Lawrence ist ein Civil parish (Gemeinde) in der englischen Grafschaft Hertfordshire, Region East of England, ca. 40 km nördlich des Londoner Zentrums gelegen.

## Lage
Städte in der Nähe sind Harpenden und Welwyn Garden City (ca. 6 km südwestlich bzw. südöstlich), das 8 km entfernte Stevenage im Nordosten und Luton (und damit auch der Flughafen London-Luton) im Nordwesten.

## Sehenswertes

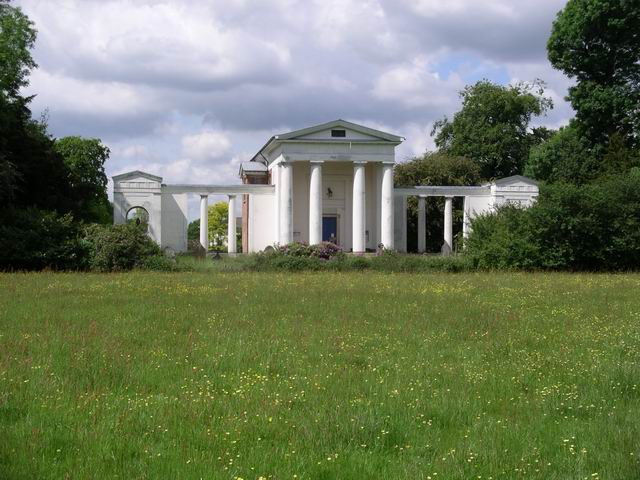
Neue Kirche von Ayot Saint Lawrence

Der Ort hat 2 Kirchen. Die alte Kirche im Zentrum wurde 1775 teilweise zerstört, weil sie angeblich die Sicht von Sir Lionel Lyde aus seinem neuen Haus versperrte. Das stark zerstörte Taufbecken stammt aus dem frühen 15. Jahrhundert und hat eine oktogonale Schüsselform. In der Nordwestecke des Turmes befindet sich ein Altargrab mit dem beschädigten Bildnis eines Ritters und einer Dame, ebenfalls aus dem 15. Jahrhundert.
Lionel Lyde ließ 1778/79 durch Nicholas Revett eine neue Kirche im klassizistischen Stil errichten.
Seit dem 14. Jahrhundert gibt es die Gaststätte Brocket Arms. Der Sage nach soll es dort spuken.

## Söhne und Töchter der Stadt

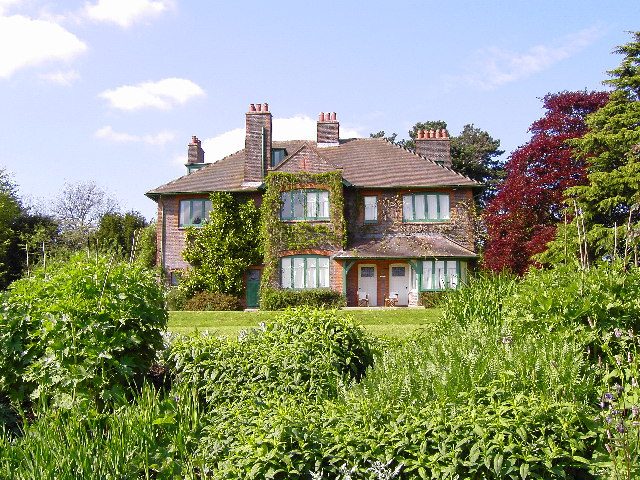
Shaw’s Corner, Wohnhaus von George Bernard Shaw

- George Bernard Shaw lebte hier von 1906 bis zu seinem Tod im Jahr 1950. Seine Asche wurde dort im Garten seines Hauses, das er Shaw’s Corner genannt hatte, verstreut[2].
- Stephen Winsten (1893–1991), Schriftsteller und Bibliothekar, und seine Frau, die Illustratorin Clare Winsten (1894–1989), Shaws Freunde und Nachbarn
- Frederick Rudolph Lambart (1865–1946), der 10. Earl of Cavan